# Tornio a copiare

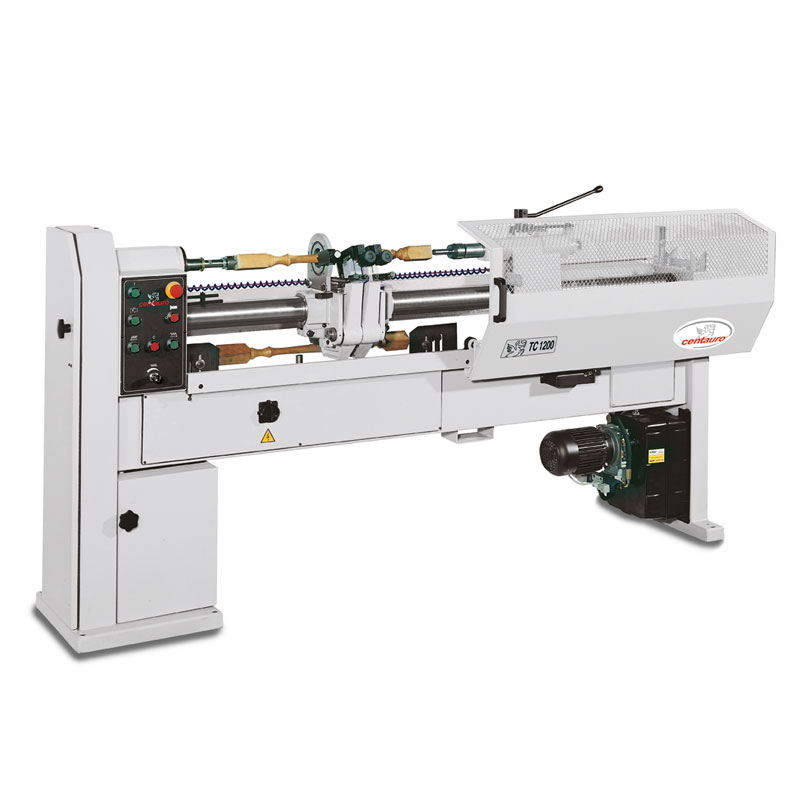
Tornio a copiare

Il tornio a copiare è un tipo di tornio utilizzato nella produzione di vari pezzi identici tra di loro ed identici ad un prototipo lavorato in precedenza, come ad esempio colonne, zampe da tavolo o sedie e calci da fucile.

## Descrizione e funzionamento
Nel tornio a copiare un particolare meccanismo muove durante la lavorazione l'utensile secondo un percorso corrispondente al profilo del prototipo, in modo da riprodurne esattamente le sue fattezze. Il prototipo viene fissato in una sede ed è percorso sul profilo da un sensore meccanico o idraulico che trasmette il suo stesso moto a quello degli elementi del carrello e quindi all'utensile su di esso montato.

## Applicazioni
Il tornio a copiare è di particolare utilità per l'esecuzione di pezzi dal profilo stondato come, ad esempio, maniglie e pomelli. È anche molto usato nella lavorazione del legno per fabbricare zampe da sedia o tavolo o altri pezzi analoghi.